# Kilómetro Nueve
Kilómetro Nueve, o también llamada El Pueblito, es una ranchería del municipio de Cajeme ubicada en el sur del estado mexicano de Sonora, en la zona del valle del Yaqui. Según los datos del Censo de Población y Vivienda realizado en 2020 por el Instituto Nacional de Estadística y Geografía (INEGI), Kilómetro Nueve (El Pueblito) tiene un total de 323 habitantes.

## Geografía
Kilómetro Nueve se sitúa en las coordenadas geográficas 27°39'10" de latitud norte y 109°53'55" de longitud oeste del meridiano de Greenwich, a una elevación de 48 metros sobre el nivel del mar.